# (13868) Catalonia
(13868) Catalonia (1999 YZ8) – planetoida z grupy pasa głównego asteroid okrążająca Słońce w ciągu 4,09 lat w średniej odległości 2,56 j.a. Odkryta 29 grudnia 1999 roku.